# Vlad Grecu
Vlad Grecu (n. 1959, Dubăsari) este un scriitor din Republica Moldova, participant în 1992 la războiul din Transnistria.

## Studii
A absolvit Școala de Arte Plastice din Dubăsari (1976) și Universitatea Tehnică - Facultatea de Construcții Civile și Industriale (1987).

## Războiul din Transnistria
În 1992, în timpul războiului din Transnistria, Grecu s-a înscris ca voluntar în cadrul forțelor moldovenești care se opuneau regimului separatist de la Tiraspol. După război a fost silit să-și părăsească apartamentul din Dubăsari, devenind refugiat. În prezent locuiește la Chișinău.

## Operă
- O viziune din focarul conflictului de la Dubăsari, Editura Prut Internațional, Chișinău 2005, reeditată și modificată în 2023. Carte documentară care descrie conflictul transnistrean, inclusiv crimele de război și experiențele personale ale autorului.
- Morcovel (2002), carte pentru copii.
- Unde-s zeii popoarelor învinse, Editura ARC, Chișinău 2010. Proză scurtă.
- Somn letargic, Editura Prut, Chișinău 2017, roman.
- Fabrica de genii, Editura Prut, Chișinău 2018, roman.
- Firingina, roman SeFe, plus nuvela-alegorie Țara Câinilor cu colaci în coadă, editura Prut, Chișinău 2021, volum de proză.
- Pocalul de rubin al elfilor, editura Prut, Chișinău 2024, roman.
- Do Major cu Paula, Chișinău 2016, piesă, premiul UNITEM.
- Beciul, Chișinău 2017, piesă, premiul UNITEM.
- Merele edenice sau nora de la Cluj, Chișinău 2019, piesă, premiul UNITEM.